# إس إس- ستاندارت كورت إيغرز
إس إس- ستاندارت كورت إيغرز تشكيل الدعاية فيشوتزشتافل (شتاندارته) لألمانيا النازية خلال الحرب العالمية الثانية. وقد نشر أعمال وحدات فافن إس إس القتالية. وكان من المتوقع أن «بيريتشر» (حرفيًا: المراسلون) في ستاندارت يقاتلون بنشاط، إذا تطلب الأمر ذلك، وكانوا مدربين ومجهزين تجهيزًا كاملاً للقتال. 

## التاريخ التشغيلي

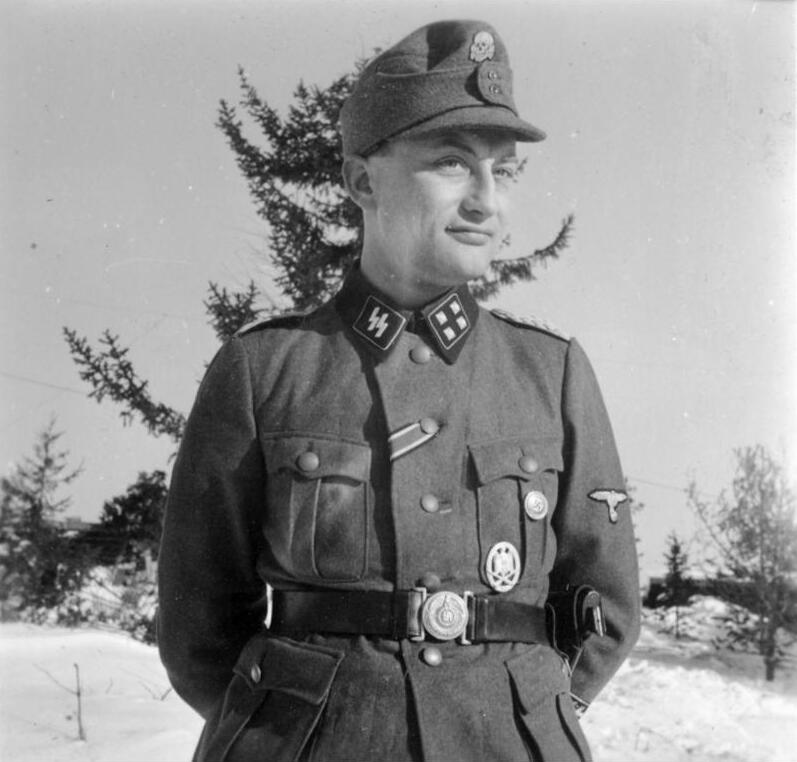
غونتر داكوين (1941) ، صديق كورت إيغرز وزعيم إس إس- ستاندارت كورت إيغرز

تم تشكيل SS-Kriegsberichter-Kompanie ("SS War Reporter Company") في يناير 1940 مع أربعة فصائل من مراسلي الحرب وموظفي الدعم. تمكنت الفصائل من العمل بشكل مستقل عن بعضها البعض، كل منها مجهز بكاميرات ثابتة وآلات تصوير سينمائي لتمكين الوحدات من توثيق أعمال رجال فافن إس إس بصريًا في القتال. 